# Dance Devil Dance
Dance Devil Dance je deváté studiové album melodicky deathmetalové švédské hudební skupiny Avatar, které vyšlo 17. února 2023. Na skladbě „Violence No Matter What“ se podílela americká zpěvačka skupiny Halestorm, Lzzy Hale.

## Seznam skladeb
Všechny skladby napsal(i) Avatar. 
| Pořadí         | Název                                      | Délka |
| -------------- | ------------------------------------------ | ----- |
| 1.             | Dance Devil Dance                          | 4:00  |
| 2.             | Chimp Mosh Pit                             | 3:02  |
| 3.             | Valley of Disease                          | 4:08  |
| 4.             | On the Beach                               | 4:32  |
| 5.             | Do You Feel in Control?                    | 3:09  |
| 6.             | Gotta Wanna Riot                           | 4:03  |
| 7.             | The Dirt I'm Buried In                     | 4:04  |
| 8.             | Clouds Dipped in Chrome                    | 3:45  |
| 9.             | Hazmat Suit                                | 3:35  |
| 10.            | Train                                      | 3:00  |
| 11.            | Violence No Matter What (duet s Lzzy Hale) | 3:54  |
| Celková délka: | Celková délka:                             | 41:12 |

## Obsazení
- Johannes Eckerström – zpěv
- Jonas Jarlsby – kytara
- Tim Öhrström – kytara
- Henrik Sandelin – basová kytara
- John Alfredsson – bicí